# Acronicta albarufa
Acronicta albarufa (tên tiếng Anh: Barrens Dagger Moth ) là một loài bướm đêm thuộc họ Noctuidae. Nó phân bố ở miền nam Ontario và Manitoba, New York, New Jersey, Massachusetts, North Carolina, Virginia, Georgia, Oklahoma, Missouri, Arkansas, và Colorado. Nó cũng có thể hiện diện ở Ohio, Pennsylvania, Connecticut, lục địa New York và New Mexico. Người ta cho rằng số lượng của loài sống ở tây nam Hoa Kỳ có thể là một loài riêng biệt.
Ấu trùng ăn sồi gấu, và có thể là loại sồi khác. Chúng ăn các loại cây khác như Quercus macrocarpa, Quercus prinoides, post cây sồi, Quercus prinus, và probably black cây sồi. Ấu trùng ăn sồi đen.

## Hình ảnh

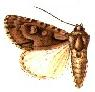